# Estación científica antártica Ruperto Elichiribehety
La estación científica antártica Ruperto Elichiribehety (ECARE) es una estación científica de verano de Uruguay en la Antártida, establecida el 22 de diciembre de 1997 por el Instituto Antártico Uruguayo (IAU) en la península Antártica. Fue la Station D-Hope Bay del Reino Unido transferida a Uruguay el 8 de diciembre de 1997. La ECARE está ubicada en la caleta Choza, al sudeste de la boca de la bahía Esperanza, al noreste de la península Trinidad en las coordenadas: 63°24′08″S 56°58′23″O / -63.40222, -56.97306, a 500 m de la Base Esperanza de Argentina.

## Base D
Durante la Operación Tabarín el Reino Unido hizo un intento de establecer una base en la bahía Esperanza el 7 de febrero de 1944, pero las condiciones del hielo marino se lo impidieron. La base D fue establecida el 13 de febrero de 1945, denominándose a su edificio principal Eagle House, pero se incendió parcialmente el 8 de noviembre de 1948, por lo que el personal permaneció en otros edificios hasta el 4 de febrero de 1949 en que fue cerrada. Los muertos en el incendio: Oliver Burd y Michael C. Green fueron enterrados en las cercanías de la base, en donde se halla un memorial.
Este lugar fue escenario del primer tiroteo bélico en la Antártida el 1 de febrero de 1952 cuando un equipo de la Armada Argentina que se hallaba construyendo el destacamento naval Esperanza, luego de realizar una advertencia, disparó ráfagas de ametralladora sobre las cabezas a un equipo civil del Falkland Islands Dependencies Survey que descargaba materiales del barco John Biscoe con la intención de reconstruir la Base D, y lo obligó a reembarcar. El 4 de febrero de 1952 la base pudo ser comenzada a reconstruir tras el desembarco de infantes de marina procedentes de las islas Malvinas, estableciéndose en una nueva posición el edificio principal -a 350 m- que fue denominado Trinity House. Durante el Año Geofísico Internacional de 1957-1958 la base contribuyó con observaciones. La base permaneció ocupada hasta el 13 de febrero de 1964, realizándose investigaciones sobre geología, geofísica, glaciología, meteorología, y fisiología de humanos y perros.
Las instalaciones comprendían una casa principal para 10 a 12 personas, una casa pequeña con provisiones de repuesto, otro almacén para provisiones, garajes, y pabellones aerológicos y geomagnéticos. Estaba equipada con 2 generadores Diesel de 6,5 kv cada uno.
Para cumplir con el Protocolo de Protección Ambiental del Tratado Antártico, firmado el 4 de octubre de 1991 y ratificado por el Reino Unido el 14 de enero de 1998, que especifica que las bases abandonadas y sus sitios de trabajo deben ser desmantelados completamente, el British Antarctic Survey inspeccionó en 1994 sus bases, y como resultado tres bases fueron transferidas a otros países, entre ellas la Base D.

## Estación científica antártica Ruperto Elichiribehety

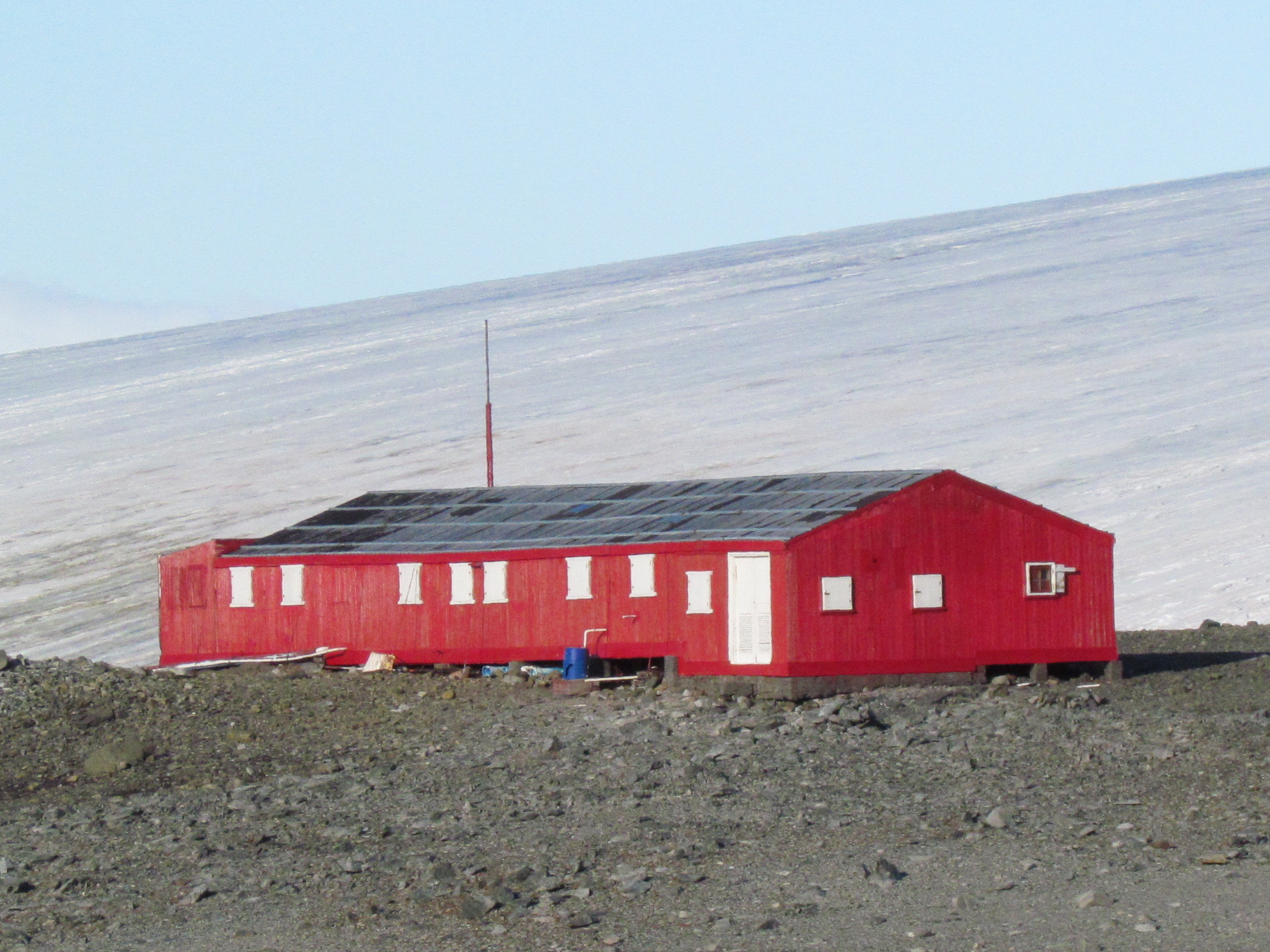
Vista de la estación.

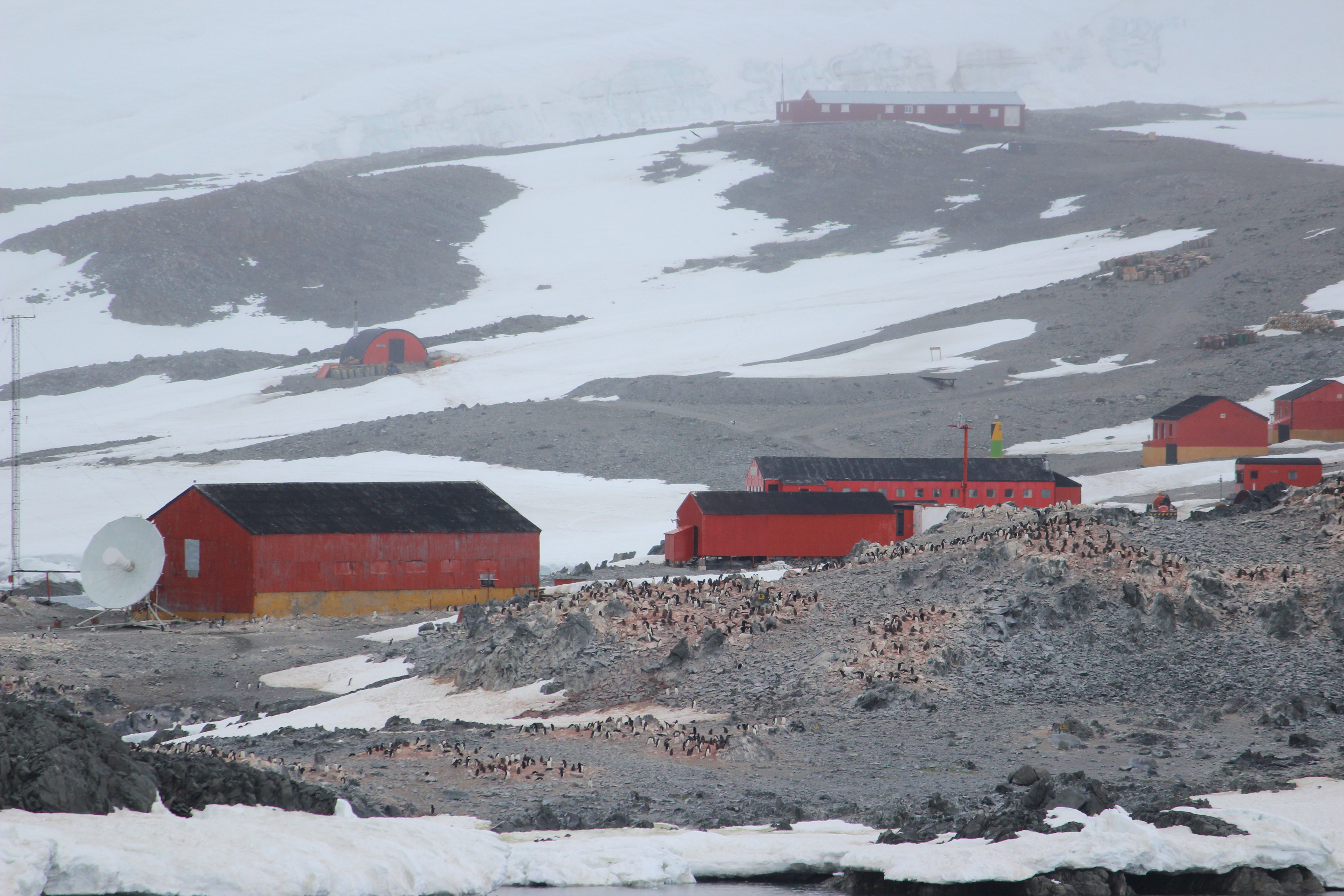
Vista en primer plano de la estación argentina Base Esperanza, y al fondo, la estación Ruperto Elichiribehety.

Tras la transferencia de la base a Uruguay, fue renombrada en homenaje de Ruperto Elichiribehety, un teniente de navío de la Armada Uruguaya que en 1916 lideró una expedición que intentó el rescate de miembros de la Expedición Imperial Transantártica en la isla Elefante.
Su primer jefe fue el teniente coronel José Unzurruzaga del Ejército uruguayo, quien a cargo de su dotación en 1997 comenzó el proceso de restauración de las instalaciones, culminando las mismas al año siguiente a cargo del capitán de corbeta Jorge Luis Filardi de la Armada uruguaya con una dotación de 6 tripulantes. Ese mismo año comenzaron las tareas científicas, estando las mismas a cargo del científico uruguayo Nicolás Gutiérrez. 
Opera normalmente en el período estival, durante el tiempo determinado por la duración de los proyectos de investigación y trabajos que allí se realicen cada año. 
La capacidad de personal de la ECARE es de 7 personas. Está provista de un botiquín de primeros auxilios y en caso de emergencia está prevista la evacuación médica hacia la Base Científica Antártica Artigas vía helicóptero o a la cercana Base Esperanza. 
Entre los años 1998 y 2002 se mantuvo operativa todos los veranos. A partir de 2002 solo se le hicieron mantenimientos y a partir de febrero de 2009 fue reabierta para servir como base de apoyo a diversas investigaciones científicas.